# Bruno Grossi
Bruno Grossi Córdova (26 de diciembre de 1977) es un biólogo chileno, especialista en biología evolutiva y biomecánica animal.

## Biografía
Estudió biología en la Universidad de Chile, licenciándose en 2003 y obteniendo un máster en Ciencias Biológicas en 2008. Obtuvo un doctorado en ecología y biología evolutiva en la misma casa de estudios en 2015.
Ha realizado dos instancias postdoctorales, una en estudios integrativos y comparativos sobre locomoción bípeda de terópodos mediante simulación computacional y modelos robóticos bioinspirados, y otra centrada en el desarrollo de nuevos materiales inteligentes con propiedades controladas 
En 2009 participó en el reality de Canal 13, 1810, pero se retiró de la competencia por asuntos personales.
En 2019 conduce la serie documental sobre divulgación científica Neurópolis, por TVN.

## Premios y reconocimientos
En 2015 ganó, junto a su equipo de investigación, el Premio Ig Nobel de Biología por sus investigaciones sobre los denominados Pollosaurios.

## Publicaciones
Nota: Esta es una lista de los trabajos científicos más citados del investigador; para revisar el listado completo revise el perfil del investigador en Google Scholar.
- Grossi, Bruno; Iriarte-Díaz, José; Larach, Omar; Canals, Mauricio; Vásquez, Rodrigo A. (5 de febrero de 2014). «Walking Like Dinosaurs: Chickens with Artificial Tails Provide Clues about Non-Avian Theropod Locomotion». PLOS ONE (en inglés) 9 (2): e88458. ISSN 1932-6203. PMC 3915051. PMID 24505491. doi:10.1371/journal.pone.0088458. Consultado el 8 de mayo de 2025.
- A. Vásquez, Rodrigo; Grossi, Bruno; Natalia Márquez, I. (2006). «On the value of information: studying changes in patch assessment abilities through learning». Oikos (en inglés) 112 (2): 298-310. ISSN 1600-0706. doi:10.1111/j.0030-1299.2006.13530.x. Consultado el 3 de mayo de 2025.
- Canals, Mauricio; Atala, Cristián; Grossi, Bruno; Iriarte-Díaz, José (1 de junio de 2005). «Relative size of hearts and lungs of small bats». Acta Chiropterologica 7 (1): 65-72. doi:10.3161/1508110054527777. Consultado el 3 de mayo de 2025.
- Grossi, B.; Palza, H.; Zagal, J. C.; Falcón, C.; During, G. (15 de diciembre de 2021). «Metarpillar: Soft robotic locomotion based on buckling-driven elastomeric metamaterials». Materials & Design 212: 110285. ISSN 0264-1275. doi:10.1016/j.matdes.2021.110285. Consultado el 3 de mayo de 2025.
- Grossi, B.; Canals, M. (1 de marzo de 2015). «Energetics, Scaling and Sexual Size Dimorphism of Spiders». Acta Biotheoretica (en inglés) 63 (1): 71-81. ISSN 1572-8358. doi:10.1007/s10441-014-9237-5. Consultado el 3 de mayo de 2025.